# Acta societatis scientiarum fennica. Series B. Opera biologica
Acta societatis scientiarum fennica. Series B. Opera biologica (abreviado Acta Soc. Sci. Fenn., Ser. B, Opera Biol.) es una revista con ilustraciones y descripciones botánicas que es editada en Helsinki desde el año 1931.